# Sara (zespół muzyczny)
Sara – fiński zespół numetalowy założony w 1997. Początkowo w skład zespołu wchodzili przez Jorma Korhonen, Antti Tomivirta, Kristian Udd, Tommi Koivikko, Eetu Uusitalo. Sara była jednym z pierwszych zespołów w Finlandii, które zaczęły grać w ten sposób. Wokalista Korhonen śpiewa w języku fińskim, gdyż uważa, że lepiej śpiewać w języku, który zna się lepiej i który się czuje. 
Debiutancki album Narupatsaat został nagrany na kasecie jesienią 1999. Czas spędzony w studio trwał zaledwie parę tygodni. Pierwszym singlem zespołu był Silmiin & Sydammiin. Drugi Seuraa został nagrany z Ari Laurila. Klip do piosenki został wyreżyserowany przez Rami Kallio. Zespół jest atakowany przez grupę ninja, ale udaje się im ujść cało. Sara została zaproszona do programu Jyrki, a ich wideo zostało nominowane do nagrody Jyrki na najlepsze metalowe wideo.
W czerwcu 2000 album Narupatsaat został wydany ponownie, na płycie. Cały proces nagrywania nadzorował Janne Joutsenniemi, odkrył talent muzyków z Sara, dzięki niemu zespół pojawił się w mediach. 
Zima 2001 doszło do nieporozumień z perkusista, co skończyło się jego odejściem z zespołu. Wkrótce do zespołu dołączył Nikko Leminen.
Nowy singel Tansiin został wydany w listopadzie 2001, tym samym zespół udowodnił swój rozwój. Rumba i Kaista chwaliły singel poprzez RadioMafia, dzięki czemu wspiął się na 6 miejsce metalowej listy przebojów. Zespół nagrał także wideo do piosenki "Tansiin", był on nagrywany gdzieś na północnych fiordach.
Następny album Kromi został wydany w lutym 2002. Roboczą nazwą tego albumu było Varjosi – jak jedna z piosenek, które znalazły się na stronie B singla Tansiin. Z 13 piosenek, które zespół przygotował na album trafiło 11. Latem tego samego roku Sara zawitała na wielu festiwalach muzycznych w Finlandii. Im bliżej było zimy, tym muzycy ciężej pracowali nad nowym albumem. Cały marzec 2003 zespół spędził w studio. Tym razem, zamiast w Kraklund Records nagrywali w Tampere w Headline studio. Pierwszy singel Ylimaara został wydany w sierpniu, a trzeci album Saattue we wrześniu.

## Członkowie

### Obecni
- Jorma Korhonen – wokal, gitara
- Antti Tuomivirta – gitara
- Tomi Koivikko – gitara
- Nikko Leminen – perkusja
- Kristian Udd – gitara basowa

### Byli
- Eetu Uusitalo – perkusja

## Dyskografia

### Albumy
- Saattue – 2003
- Kromi – 2002
- Narupatsaat – 2000

### Single
- Ylimaara – 2003
- Tansiin – 2001
- Silmiin Ja Sydamiin – 1999
- Seuraa – 1999